# باب المبرك (يريم)

تعديل مصدري - تعديل

باب المبرك هي إحدى قرى عزلة بني مسلم بمديرية يريم التابعة لمحافظة إب، بلغ تعداد سكانها 189 نسمة حسب تعداد اليمن لعام 2004.